# Kyllburg
Kyllburg – miasto uzdrowiskowe w Niemczech, w kraju związkowym Nadrenia-Palatynat, w powiecie Eifel Bitburg-Prüm, wchodzi w skład gminy związkowej Bitburger Land. Do 30 czerwca 2014 siedziba gminy związkowej Kyllburg.